# Molophilus (Molophilus) crimensis
Molophilus (Molophilus) crimensis is een tweevleugelige uit de familie steltmuggen (Limoniidae). De soort komt voor in het Palearctisch gebied.